# Feuerkogel
Le Feuerkogel est une montagne de 1 592 mètres d'altitude et une station de ski de taille moyenne, situées près d'Ebensee dans le sud du Land de Haute-Autriche en Autriche.
Un téléphérique relie depuis 1927 Ebensee à l'hôtel d'altitude Feuerkogel, ce qui facilite l'accès au Großer Höllkogel aux randonneurs. Dès 1936, un téléski dénommé le Stangenlift y fut également construit.
En 2008, le domaine skiable représente 12 kilomètres de pistes, dont une descente à ski — non damée — de 6 kilomètres qui rejoint le fond de vallée.

## Sport
Le sommet du Feuerkogel accueille l'arrivée de la course de montagne du Feuerkogel de 1996 à 2013.